# Partito Nazionale Sociale Cristiano
Il Partito Nazionale Sociale Cristiano (in francese: Parti national social chrétien) fu un partito politico canadese guidato da Adrien Arcand. Il partito si caratterizzò per l'antisemitismo di stampo economico, rifacentesi alla Germania nazista di Adolf Hitler. Il movimento venne conosciuto anche con il nome di Canadian National Socialist Unity Party.

## Storia
Il partito fu fondato da Adrien Arcand nel febbraio 1934. Arcand era un francofono del Quebec di orientamento fascista e antisemita. La sua base ideologica si fondò sulla dottrina cattolica del pauperismo, in contrapposizione alla visione economicista ebraica, che a suo dire aveva causato la crisi del '29. Fece proprie inoltre le teorie del distributismo, del credito sociale e del corporativismo. Queste teorie erano alla base anche dell'Unione canadese dei fascisti, la quale però non si considerava antisemita e, anzi, vedeva nell'antisemitismo del  Partito nazionale sociale cristiano una provocazione.
Nel mese di ottobre 1934 il partito si fuse con il Partito nazionalista canadese, la cui base elettorale si trovava nei territori della prateria. Il partito ottenne un certo successo, con alcune migliaia di membri principalmente concentrati nel Quebec, nella Columbia Britannica e in Alberta.
Nel giugno 1938, vi confluirono alcuni gruppuscoli nazisti e razzisti dell'Ontario e del Quebec sciolti dal governo canadese, molti dei quali erano conosciuti come svastica club. Fu così fondato il  Partito di unità nazionale. Arcand, in sostanza, cercò di creare un movimento nazionalista pan-canadese che unisse inglesi e francesi.
Il gruppo divenne comunemente noto come "Blue Shirts" ("camicie blu"), e si dimostrò contrario all'immigrazione e ostile verso le minoranze canadesi e i gruppi di sinistra.
Il 2 dicembre 1937 P.M. Campbell partecipò alle elezioni per l'Assemblea legislativa di Alberta nel distretto elettorale provinciale di Lethbridge sotto le bandiere del  Partito di unità alberta, e ottenne 700 voti più di A.J. Burnapp del Partito del credito sociale dell'Alberta. Campbell fu rieletto come indipendente nelle elezioni generali del 1940 sempre in Alberta.
Il 30 maggio 1940 il partito fu sciolto a causa delle misure legislative entrate in vigore in concomitanza con lo scoppio della seconda guerra mondiale. Arcand e molti dei suoi seguaci furono arrestati e detenuti per tutta la durata della guerra.
Arcand partecipò poi alle elezioni federali del 1949 nel collegio di Richelieu-Verchères come candidato del Partito di unità nazionale. Si classificò al secondo posto, con 5.590 voti (il 29,1% del totale).